# 周南公立大學
周南公立大学（日语：／ SHUNAN University */?），是日本的一所私立大學，前身为德山大学，成立于1971年，总部位于山口县周南市。设有经济学部（现代经济学科、商务战略学科）和福祉情报学部（福祉情报学科）。2022年4月正式公开名称由“德山大学”变更为“周南公立大学”。

## 简介
1969年11月，德山市议会决定设立德山大学。
1971年4月，第一批学生正式开学。
1976年4月，开设经济学部经济学科。
2003年4月，开设福祉情报学部。
2019年4月1日，高田隆任校长。
2022年4月，名称正式由“德山大学”变更为“周南公立大学”。

## 国际交流
- 平成国际大学
- 中国文化大学
- 放送大學[5]
- 大邱大学